# Kanton Dannemarie
Kanton Dannemarie (fr. Canton de Dannemarie) byl francouzský kanton v departementu Haut-Rhin v regionu Alsasko. Tvořilo ho 30 obcí. Zrušen byl po reformě kantonů 2014.

## Obce kantonu
- Altenach
- Ammerzwiller
- Balschwiller
- Bellemagny
- Bréchaumont
- Bretten
- Buethwiller
- Chavannes-sur-l'Étang
- Dannemarie
- Diefmatten
- Elbach
- Eteimbes
- Falkwiller
- Gildwiller
- Gommersdorf
- Guevenatten
- Hagenbach
- Hecken
- Valdieu-Lutran
- Magny
- Manspach
- Montreux-Jeune
- Montreux-Vieux
- Retzwiller
- Romagny
- Saint-Cosme
- Sternenberg
- Traubach-le-Bas
- Traubach-le-Haut
- Wolfersdorf